# Frederik Hendrik Willem van Sleeswijk-Holstein-Sonderburg-Glücksburg
Frederik Hendrik Willem van Sleeswijk-Holstein-Sonderburg-Glücksburg (15 maart 1747 - 13 maart 1779) was van 1766 tot aan zijn dood hertog van Sleeswijk-Holstein-Sonderburg-Glücksburg. Hij behoorde tot het huis Sleeswijk-Holstein-Sonderburg-Glücksburg. 

## Levensloop
Frederik Hendrik Willem was de oudste zoon van hertog Frederik van Sleeswijk-Holstein-Sonderburg-Glücksburg en diens echtgenote Henriëtte Augusta, dochter van graaf Simon Hendrik Adolf van Lippe-Detmold.
In 1766 erfde hij het hertogdom Sleeswijk-Holstein-Sonderburg-Glücksburg, dat tijdens de regering van zijn vader sterk ingekrompen was. Tegelijkertijd volgde Frederik Hendrik Willem een militaire loopbaan in het Deense leger, waar hij generaal-majoor van de cavalerie was.
Op 9 augustus 1769 huwde hij met Anna Carolina (1751-1824), dochter van vorst Willem Hendrik van Nassau-Saarbrücken. Het huwelijk bleef kinderloos.
In maart 1779 stierf Frederik Hendrik Willem, twee dagen voor zijn 32ste verjaardag. Zijn dood betekende het uitsterven van de oudere linie van het huis Sleeswijk-Holstein-Sonderburg-Glücksburg en het einde van de hertogentitel. Zijn weduwe Anna Carolina, die later hertrouwde met vorst Frederik Karel Ferdinand van Brunswijk-Bevern, mocht tot aan haar dood in het Slot van Glücksburg blijven wonen. Na haar overlijden werden het Slot Glücksburg en de hertogentitel in 1825 aan hertog Frederik Willem van Sleeswijk-Holstein-Sonderburg-Beck gegeven, die zo de jongere linie van het huis Sleeswijk-Holstein-Sonderburg-Glücksburg stichtte.